# Église Sainte-Marie de Quintanilla de las Viñas
L’église Santa Maria de Lara est située dans le hameau de Quintanilla de las Viñas qui appartient à la commune de Mambrillas de Lara dans la province de Burgos en Castille-et-León.

## Description
La grande ancienneté de cet ermitage — dans lequel la plupart des archéologues reconnaissent un édifice wisigoth du VIIe siècle — lui confère une valeur archéologique considérable.
L’église se situe dans paysage isolé de nos jours, mais peuplé durant l'Antiquité tardive, si l’on en croit les vestiges assez nombreux de villæ.
Le plan originel de l’édifice est connu grâce aux fouilles archéologiques puisqu'il ne subsiste que l'abside extérieure quadrangulaire et la partie centrale de la croisée : c’était un plan cruciforme ou pseudo-basilical, avec trois nefs, un transept libre et la partie centrale de la croisée.
Le décor sculpté à l'extérieur est disposé en lignes horizontales superposées. Les thèmes, qui se concentrent surtout sur des motifs végétaux, grappes de raisin, feuilles, figuratifs animaliers et géométriques, incluant les monogrammes, témoignent de la connaissance qu'avaient les sculpteurs wisigoths de certaines productions byzantines et romaines tardives.
À l'intérieur, le décor sculpté est conservé tout au long de l'arc triomphal avec une ornementation végétale, s'appuyant sur des blocs chapiteaux avec les représentations de la lune, du soleil et des quatre évangélistes.
L'atelier ou les sculpteurs qui ont réalisé le projet de Quintanilla de las Viñas développaient probablement un programme iconographique précis qui nous échappe en partie, mais qui pourrait être lié avec la cosmologie néoplatonicienne, où la construction du monde est expliquée de manière métaphorique.
L’imposte droite de l’arc triomphal de l’église Santa Maria figure un Christ Soleil.
Sur trois niveaux, des frises font le tour du bâtiment dans les lits réguliers de l'appareil et semblent enserrer l'architecture au sein d'un abondant répertoire décoratif.
De part et d'autre d'un motif végétal, traité symétriquement, ces frises comportent des oiseaux (pintades) qui se font face et s'inscrivent dans les cercles que dessinent les rinceaux stylisés.

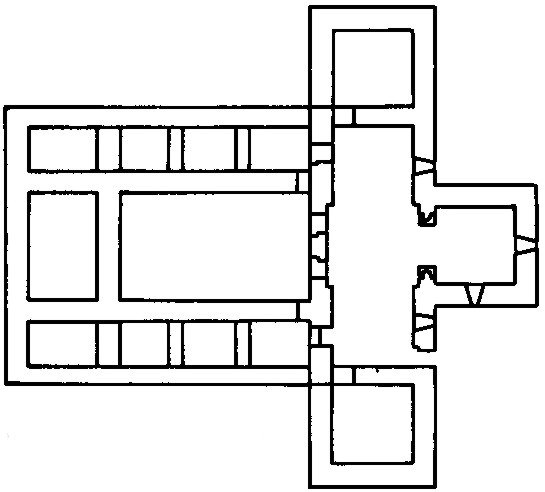
Plan au sol

## Protection
L'église fait l’objet d’un classement en Espagne au titre de bien d'intérêt culturel depuis le 25 novembre 1929. Jusqu'en 1927, le lieu servait d'enclos pour le bétail.

## Galerie

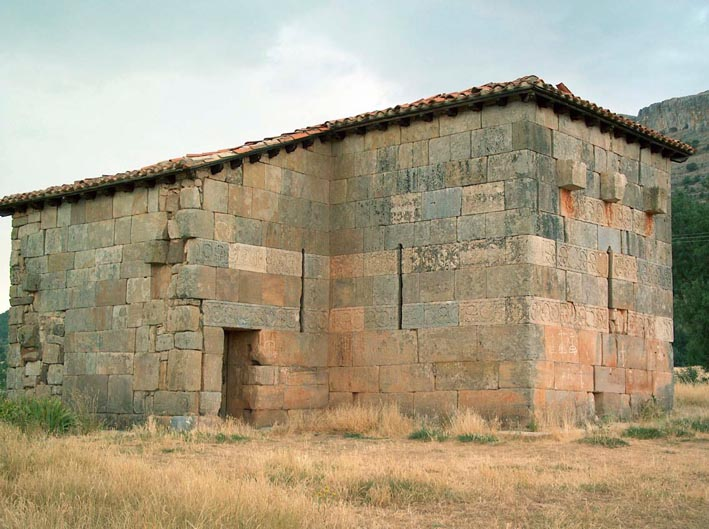
Vue générale
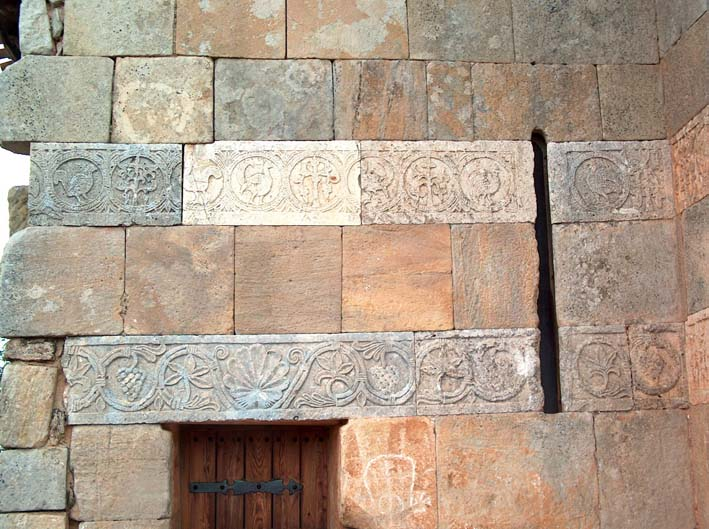
Détail ornemental.
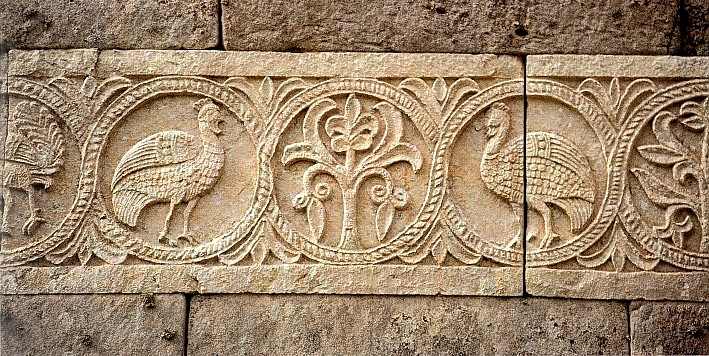
Détail
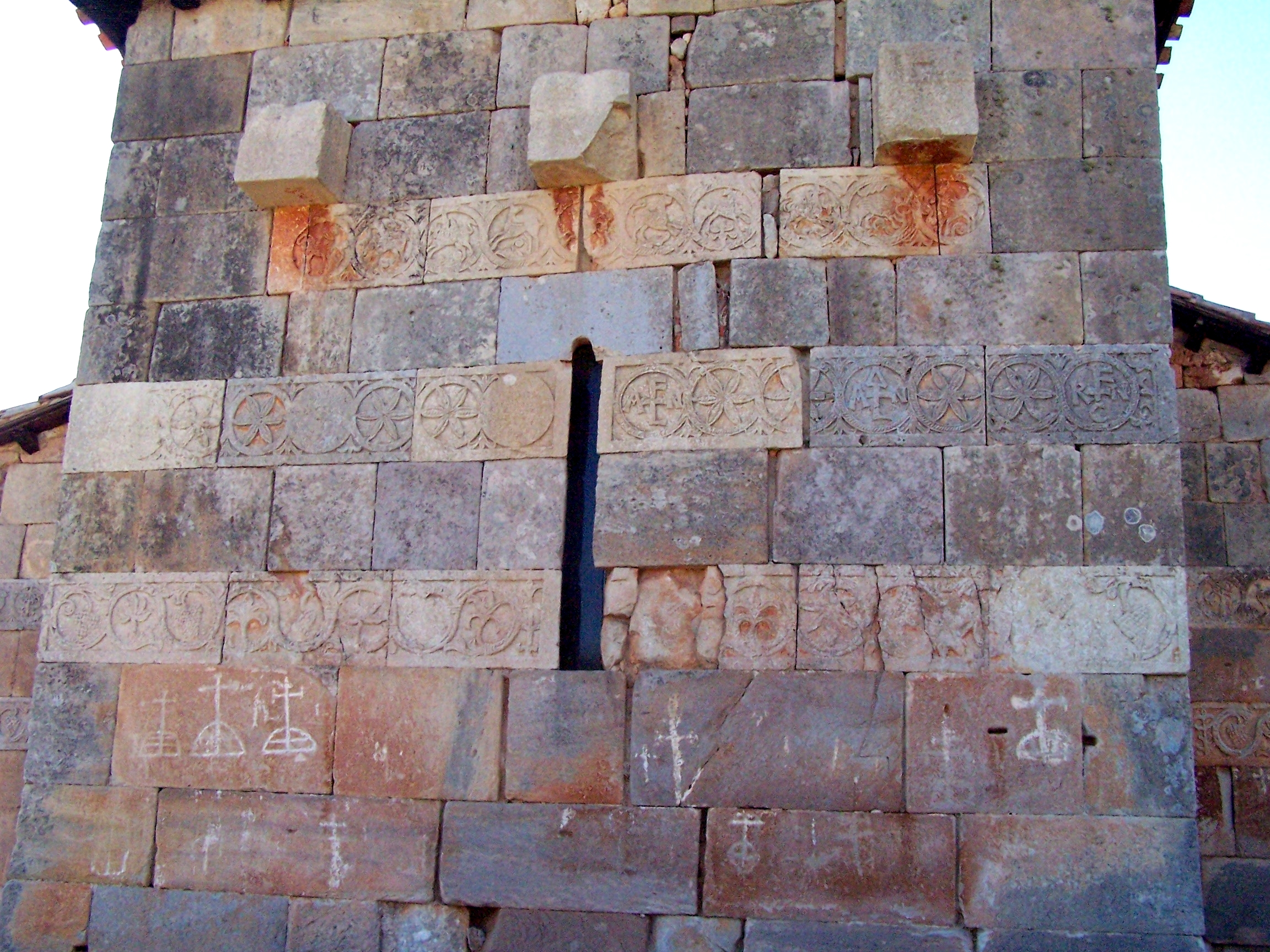
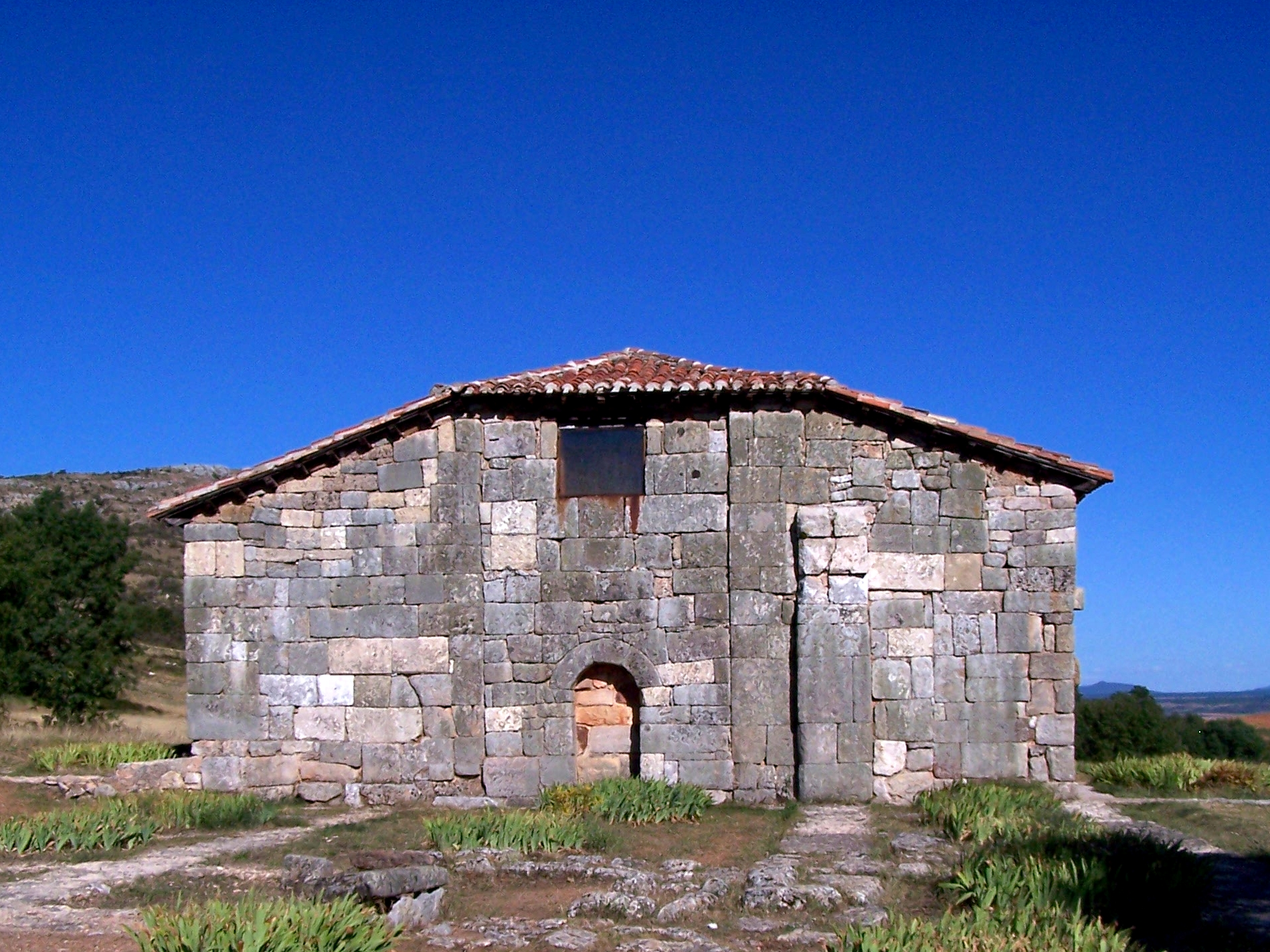
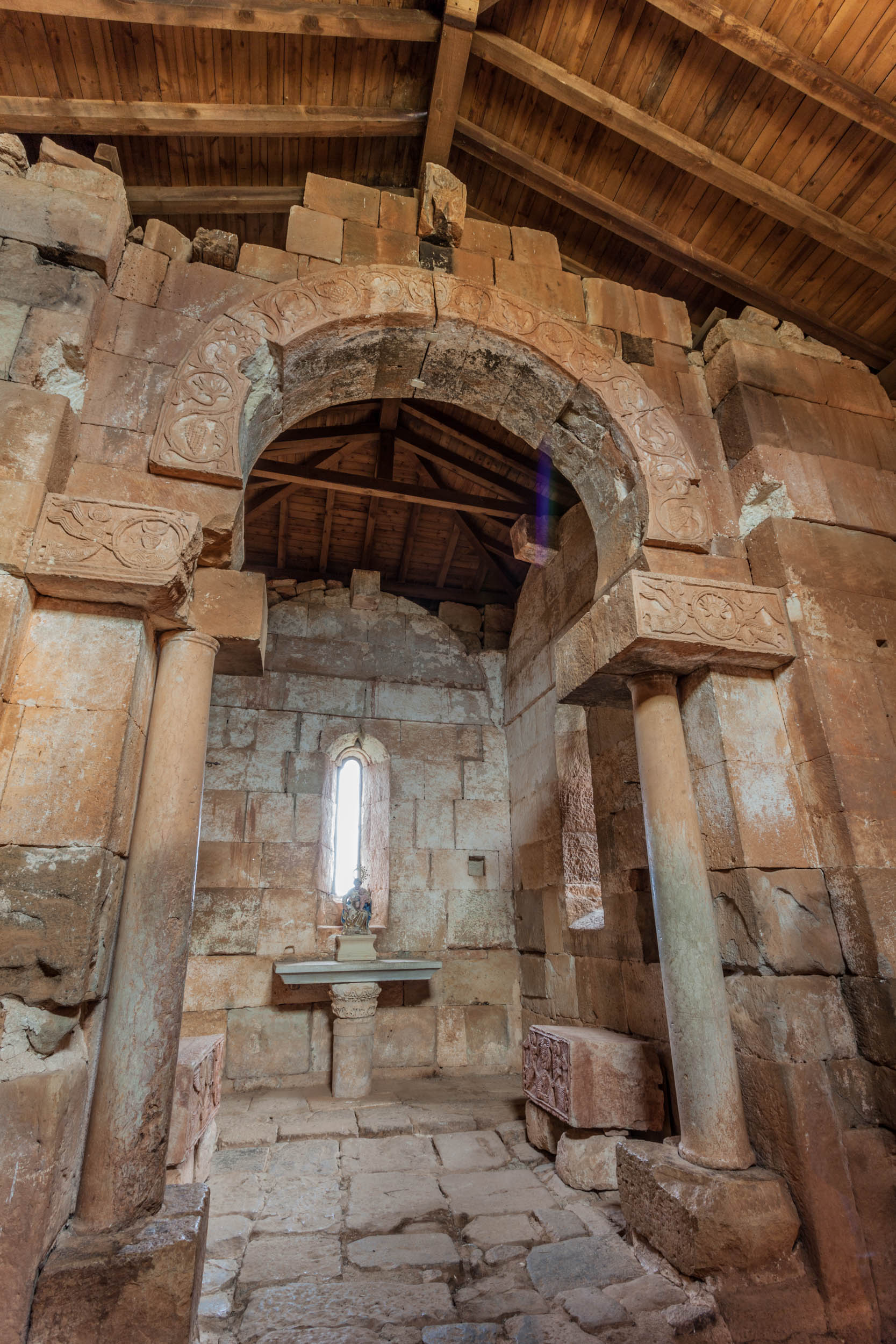
L'arc triomphal à l'intérieur.